# Cameron Rusby
El Vicealmirante Sir Cameron Rusby (20 de febrero de 1926-6 de septiembre de 2013) fue un oficial de la Royal Navy, que se convirtió en Comandante Supremo Aliado del Atlántico.

## Carrera naval
Educado en la Royal Naval College de Dartmouth]], Rusby entró en la Royal Navy en febrero de 1945. Prestó servicio en los últimos momentos de la Segunda Guerra Mundial antes de recibir la comandancia de la fragata HMS Ulster en 1958. Se convirtió en Oficial Ejecutivo en el HMY Britannia en 1962, Director suplente de Señales Navales en 1965 y Oficial de Comandancia de la fragata HMS Tartar en 1969. Se convirtió en consejero delegado de la plana mayor (Planes y Políticas) como Comandante en jefe supremo de la alianza sur de Europa en 1969, Oficial Naval Senior en las Índias orientales en 1972 y Consejero Delegado de la Oficina de Defensa (Operaciones) en 1974. Su último puesto fue como Comandante Supremo Aliado del Atlántico en 1980 antes de retirarse en 1982. Murió el 6 de septiembre de 2013.

## Familia
En 1948 se casó con Marion Bell, con quien tuvo dos hijas.